# Gunter Federico Carlos II de Schwarzburgo-Sondershausen
Gunter Federico Carlos II de Schwarzburgo-Sondeshausen (en alemán, Günther Friedrich Carl II. von Schwarzburg-Sondershausen; Sondershausen, 24 de septiembre de 1801-ibidem, 15 de septiembre de 1889) fue príncipe reinante de Schwarzburgo-Sondershausen desde 1835 hasta 1880. También fue conde de Hohnstein y señor de Arnstadt, Sondershausen, Leutenberg y Blankenburg.

## Biografía
El príncipe Gunter Federico Carlos II era hijo del príncipe reinante Gunter Federico Carlos I de Schwarzburgo-Sondershausen (1760-1837) y de su esposa, la princesa Carolina de Schwarzburgo-Rudolstadt (1774-1854), hija del príncipe Federico Carlos de Schwarzburgo-Rudolstadt.
Su madre marcó su educación significativamente. Emprendieron varios viajes al extranjero durante su juventud, y Gunter creció entre personas ilustradas y de opiniones progresistas. Sucedió a su anciano padre el 19 de agosto de 1835 como príncipe reinante del principado de Schwarzburgo-Sondershausen, un pequeño estado de cerca de 900 km² repartido entre el norte y el centro de Turingia. En el año 1837, falleció su padre.
Gunter empezó, unos años después de asumir el cargo, a asumir reformas en el estado. Primero introdujo el principado en 1835 en la Unión Aduanera Alemana (Zollverein). Además, Gunter concedió, el 24 de septiembre de 1841, para su 40 cumpleaños, una nueva Constitución. Como resultado de la nueva Constitución nace el 7 de septiembre de 1843 un primer parlamento en Sondershausen. Sin embargo, con la revolución de 1848 surgieron disturbios en Schwarzburgo-Sondershausen. Estos sucedieron principalmente en las dos ciudades más importantes del principado (Arnstadt y Sondershausen), aunque también se sucedieron en ciudades menores como Gehren y Ebeleben, así que tropas prusianas (Unterherrschaft) y sajonas de Turingia (Oberherrschaft) tuvieron que intervenir, ocupando el principado pacificando el territorio. Como resultado de la revolución, el 12 de diciembre de 1849 entraba en vigor una nueva constitución liberal que limitaba los poderes de los príncipes. Sin embargo, esto duró poco, porque ya 8 de 1857 esto fue revisado y el viejo orden fue esencialmente restaurado. Con la edad las opiniones del príncipe fueron más conservadoras. 
En 1866, el parlamento de Schwarzburgo-Sondershausen votó en contra de la petición de movilización general de Austria contra Prusia y, como resultado, el principado se adhirió a la Confederación Alemana del Norte (liderada por Prusia). Por lo tanto, la soberanía militar fue trasladada a Prusia, aunque de facto esto ya era así previamente. Con la unificación de Alemania en 1871, el principado de Schwarzburgo-Sondershausen se convirtió en un estado del Imperio alemán; en la proclamación como emperador alemán del káiser en la sala de los espejos del Palacio de Versalles el 13 de enero de 1871, el príncipe no asistió.

### Industrialización
Durante el mandato de Gunter Federico Carlos II se produjo la industrialización de Schwarzburgo-Sondershausen. Una primera línea de ferrocarril en 1867 unió Arnstadt con Erfurt, y en 1867 se unió la capital Sondershausen al sur con Erfurt y al norte con Nordhausen. Con el ferrocarril y la industrialización, llegó a Schwarzburgo-Sondershausen una recuperación económica general. El estado se desarrolló lentamente de un pobre territorio agrario a un territorio, al menos parcialmente, industrializado, aunque seguía siendo una de los estados más atrasados de Turingia. Esto era especialmente cierto para la parte norte del país, el conocido como Unterherrschaft (Este coincide con el actual distrito de Kyffhäuser, que sigue siendo el distrito más pobre de Turingia). Sin embargo, estos avances en el desarrollo se debían más a influencias externas que al impulso de las políticas del príncipe.
En su reinado se llevaron a cabo también actividades de construcción. Renovó su residencia en el Castillo de Sondershausen según el estilo del neoclasicismo de moda en el momento, dejándolo en manos de Carl Scheppig, un significativo discípulo de la escuela de Karl Friedrich Schinkel de Berlín. No obstante, dificultades financieras y el divorcio de la pareja real dejaron los planes parcialmente sin finalizar.
El 17 de julio de 1880, traspasó sus funciones al frente del principado a su hijo, Carlos Gunter, debido a su avanzada edad y una enfermedad ocular.

## Matrimonio e hijos

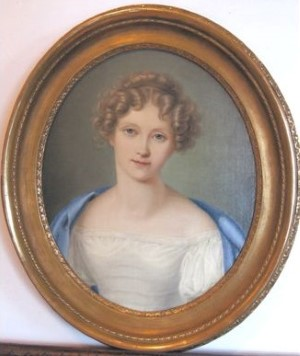
Su primera esposa, la Princesa Carolina de Schwarzburgo-Rudolstadt.

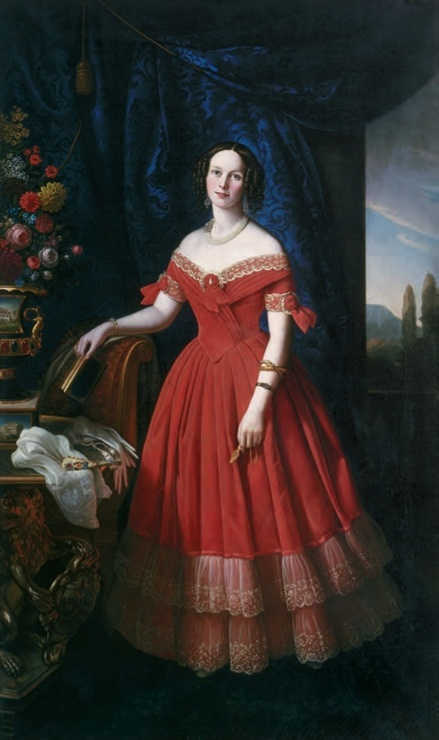
Su segunda esposa, la Princesa Matilde de Hohenlohe-Öhringen.

Gunter Federico Carlos II se casó por dos veces. Su primera esposa fue María (1809-1833), hija de Carlos de Schwarzburgo-Rudolstadt, casados el 12 de marzo de 1827, aunque murió al poco tiempo en 1833. Tuvieron cuatro hijos:
- Gunter Federico Carlos Alejandro (1828-1833).
- Isabel Carolina Luisa (* 1829).
- Carlos Gunter (1830-1909), príncipe de Schwarzburgo-Sondershausen.
- Leopoldo (1832-1906).

Se casó por segunda vez con Matilde (1814-1852), hija de Augusto de Hohenlohe-Öhringen, el 29 de mayo de 1835, aunque se divorciaron el 5 de mayo de 1852. La pareja tuvo dos hijos:
- María (* 1837).
- Hugo (* 1839).

## Órdenes y condecoraciones
- Reino de Baviera: Caballero de la Real Orden de San Huberto, 1822[2]
- Reino de Wurtemberg: Gran Cruz de la Orden de la Corona de Wurtemberg, 1835[3]
- Sajonia-Weimar-Eisenach: Gran Cruz de la Orden del Halcón Blanco, 18 de octubre de 1838[4]
- Reino de Prusia:[5]
  - Caballero de la Orden del Águila Negra, 17 de mayo de 1850
  - Cruz de Gran Comandante de la Real Orden de Hohenzollern, 5 de abril de 1875
- Gran Ducado de Oldemburgo: Gran Cruz de la Orden de Pedro Federico Luis, con Corona Dorada, 12 de abril de 1863[6]
- Ducados Ernestinos: Gran Cruz de la Orden de la Casa Ernestina de Sajonia, 1872[7]